# Gaizka Toquero
Gaizka Toquero Pinedo (Vitoria, 9 agosto 1984) è un ex calciatore spagnolo, di ruolo attaccante.

## Biografia
Ha iniziato la sua carriera sportiva nelle categorie inferiori di Deportivo Alavés, CD Ariznabarra e Real Sociedad. Dopo tre stagioni in Segunda B, è entrato a far parte dell'Athletic Club nel 2008, anche se è stato prestato al SD Eibar fino al gennaio 2009. Nei suoi primi mesi al club di Bilbao divenne attaccante titolare insieme a Fernando Llorente. Ha segnato nella finale di Copa del Rey del 2009. Era molto apprezzato dai tifosi per la sua prestanza fisica, venendo solitamente accolto dal coro "Ari, Ari, Ari, Toquero Lehendakari". Nel 2015 si è trasferito al Deportivo Alavés, con il quale ha raggiunto la promozione in Primera División. Nel 2019 si ritira, dopo una stagione intera nelle file del Real Saragozza senza giocare a causa di un infortunio.

## Palmares

### Club

#### Competizioni nazionali
- Segunda División (Spagna): 1

Alavés: 2015-2016